# Conchoecia
Conchoecia is een geslacht van mosselkreeftjes uit de familie van de Halocyprididae.

## Soorten
- Conchoecia convexa Deevey, 1977
- Conchoecia hyalophyllum Claus, 1890
- Conchoecia indica Merrylal James, 1972
- Conchoecia lophura G.W. Müller, 1906
- Conchoecia macrocheira G.W. Müller, 1906
- Conchoecia magna Claus, 1874
- Conchoecia parvidentata G.W. Müller, 1906
- Conchoecia rotundata Müller, 1890
- Conchoecia subarcuata Claus, 1890